# Овайхи (пустыня)
Ова́йхи[уточнить] (англ. Owyhee) — засушливый регион в Соединённых Штатах Америки, большая часть которого представляет собой пустыню. Расположен на южном краю Колумбийского плато, на стыке границ штатов Орегон, Айдахо и Невада, к югу от реки Овайхи. Площадь 24 280 км², регион расположен на средней высоте в 1600 метров над уровнем моря.
Бо́льшая часть территории пустыни принадлежит федеральному правительству США и находится в ведении Бюро по управлению государственными и общественными землями.